# Monolepta nigeriae
Monolepta nigeriae là một loài bọ cánh cứng trong họ Chrysomelidae. Loài này được Bryant miêu tả khoa học năm 1940.